# Ферман, Джозеф
Джозеф Ферман (англ. Joseph Wolfe Ferman ; 8 июня 1906, Лида — 29 декабря 1974, Нью-Йорк) — американский издатель научной фантастики.

## Биография
Ферман Джозеф родился в Лиде в семье Вольфа и Эстер Ферманов. В 1914 году эмигрировал с родителями в США. Окончил Нью-Йоркский университет. Начал работать в журнале „The American Mercury“. Был среди основателей журнала Fantasy & Science Fiction в 1949 (с 1954 издатель журнала, в 1964—1970 редактор) . В 1957 основал журнал Venture Science Fiction.